# 엉덩이 때리기

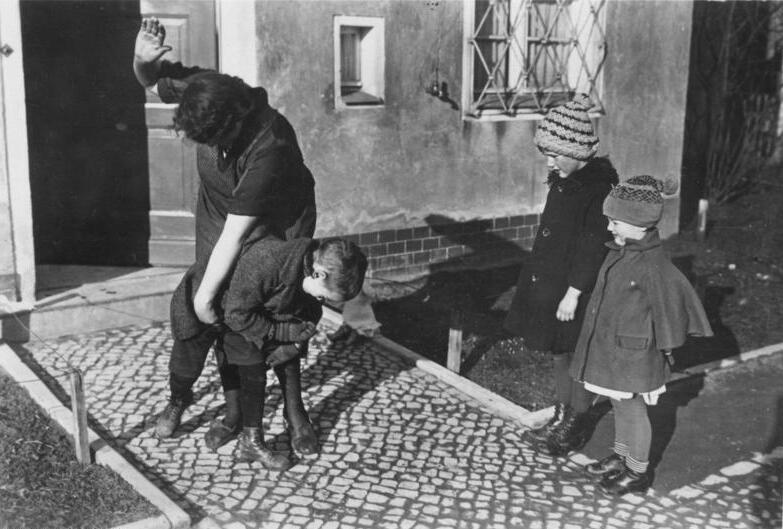
1935년 독일, 엉덩이 때리기

엉덩이 때리기는 엉덩이를 때려서 신체적 상해를 입히지 않고 일시적인 고통을 주는 행동이다. 일반적으로 한 사람이 다른 사람의 엉덩이를 맨손으로 때리는 것을 뜻한다. 영어권에서는 "spanking"이라고 표현하며, 일부 국가에서는 맨손을 사용한 엉덩이 때리기를 "slapping"이나 "smacking"으로도 표현한다. 맨손 대신 도구를 사용하는 심한 형태의 엉덩이 때리기에는 회초리, 주걱, 허리띠, 채찍 등을 사용한다.
이는 영미권•유럽•남미 지역에서 태형이랑 불리기도 한다. 실제로 이를 도입한 나라가 아직도 존재한다고 한다.
체벌은 일반적으로 유아, 아동, 청소년을 훈육하는데 쓰이며, 대개 성인 (보통 부모나 보호자)이 특정 행동에 대한 벌로 아동의 엉덩이를 때린다. 역사적으로 소년이 소녀보다 엉덩이를 더 맞는 경향이 있다. 일부 국가에서는 아동의 엉덩이를 때리는 것을 불법으로 규정하고 있으나, 많은 나라에서 적어도 부모나 보호자의 관리가 필요할 때는 이를 허락하고 있다. 가벼운 체벌은 자녀를 훈육하는 데 필요하지만, 심한 체벌은 아동학대] [정폭력]로 이어질 수 있다는 점을 주의해야 한다.

## 같이 보기
- 체벌
- 스팽킹